# Oksana Pawłenko
Oksana Trochymowna Pawlenko (ur. 12 lutego 1895 r. w Walawie, zm. 21 kwietnia 1991 r.) – ukraińska i radziecka malarka, przedstawicielka szkoły ukraińskiego malarstwa monumentalnego lat 20. i 30. XX wieku - bojczukistów. 

## Życiorys
Pochodziła z rodziny chłopskiej. Jej ojciec prowadził rachunki w majątku miejscowego szlachcica, dzięki czemu mógł pozwolić sobie na wysłanie dzieci do szkół. Przyszła malarka w wieku 11 lat podjęła naukę w gimnazjum żeńskim w Czerkasach, a po jego ukończeniu została przyjęta do szkoły artystycznej w Kijowie. W 1917 r. wstąpiła do nowo powstałej Akademii Sztuk Pięknych w Kijowie. W jej rodzinie nie było żadnych artystycznych tradycji, a rodzice Pawłenko byli przekonani, że profesjonalne zajmowanie się sztuką jest zarezerwowane dla osób zamożnych i wręcz zniechęcali córkę do kształcenia w tym kierunku. 
Z rekomendacji Iwana Padałki i Tymofija Bojczuka w Akademii Sztuk Pięknych została przyjęta do klasy malarstwa monumentalnego Mychajły Bojczuka, po tym, gdy rozczarowała ją nauka w pracowni Fedora Kryczewskiego. Bojczuk przyjął ją niechętnie, twierdząc, że kobiety po wyjściu za mąż i tak rezygnują z uprawiania sztuki. Ostatecznie jednak zgodził się ją uczyć. Podczas studiów razem z Iwanem Paładką i Wasylem Sedlarem, pod kierunkiem Bojczuka brała udział w tworzeniu fresków w Koszarach Łuckich w Kijowie w 1919 r. W tym samym roku współtworzyła dekorację gmachu opery kijowskiej na I zjazd wołostnych komitetów wykonawczych, w 1921 r. - dekorację gmachu opery w Charkowie na V Wszechukraiński Zjazd Rad, a następnie brała udział w tworzeniu eksperymentalnych malowideł w auli Instytutu Sztuk Plastycznych w Kijowie (zniszczonych w 1934 r.). Od 1921 r. wystawiała swoje prace na wystawach o zasięgu republikańskim i ogólnokrajowym. 
W latach 1922–1927 r. Oksana Pawłenko była nauczycielką w technikum ceramiki w miejscowości Meżyhir'ja. Nadal zajmowała się również malarstwem monumentalnym, w szczególności wracając regularnie do malowania postaci ukraińskich kobiet, pełnych ciepła i szczerości. W 1925 r. wstąpiła do Stowarzyszenia Rewolucyjnych Twórców Ukrainy (ARMU).
W 1929 r. została zaproszona do podjęcia pracy wykładowczyni w moskiewskich Wyższych Pracowniach Artystyczno-Technicznych (Wchutiemas). Nauczała następnie w Moskiewskim Instytucie Poligraficznym (1931-1933). W latach 1933–1935 pracowała nad freskami w Teatrze Czerwonozawodskim w Charkowie (zniszczonymi w 1944 r.), dokąd dojeżdżała regularnie z Moskwy. Od 1936 do 1938 r. tworzyła freski w budynku rządowym we Frunze. Zaprojektowała herb Kirgiskiej SRR.
W okresie stalinowskiego wielkiego terroru Mychajło Bojczuk i większość artystów należących do jego szkoły monumentalnej sztuki (bojczukiści) zostało aresztowanych, a Bojczuka i część jego uczniów skazano na karę śmierci i stracono. Prześladowania dotknęły ukraińskich twórców z różnych dziedzin sztuki. Oksana Pawłenko, mieszkająca na stałe w Moskwie, uniknęła represji. 
W latach 1950–1951 wykładała malarstwo monumentalne na Moskiewskim Państwowym Uniwersytecie Artystyczno-Przemysłowym (1950-1951). W okresie powojennym tworzyła mniejsze rozmiarami obrazy i rysunki, portrety i sceny rodzajowe. Nigdy nie odeszła od stylu, jaki wykształciła pod kierunkiem Bojczuka, utrzymywała też kontakty z bojczukistami, którzy przeżyli represje (Antoniną Iwanową, Serhijem Kołosem, Hryhorijem Dowżenką, Jarosławą Muzyką, Ochrimem Krawczenką). Zmarła w kwietniu 1991 r. jako ostatnia przedstawicielka szkoły Bojczuka.